# باكسان
باكسان (بالروسية: Баксан)(بالشركسية: Бахъсэн) هي إحدى مدن روسيا في الكيان الفدرالي الروسي كاباردينو-بالكاريا.

## أعلام
- ريزيان ميرزوف